# Станичное (Харьковская область)
Станичное (укр. Станичне) — село,
Станичненский сельский совет,
Нововодолажский район,
Харьковская область, Украина.
Код КОАТУУ — 6324285001. Население по переписи 2001 года составляет 927 (424/503 м/ж) человек.
Является административным центром Станичненского сельского совета, в который, кроме того, входят сёла
Белоусовка,
Винники,
Гавриловка,
Дегтярка,
Слобожанское,
Литовки,
Ляшовка,
Москальцовка и
Печиевка.

## Географическое положение
Село Станичное находится у истоков реки Камышеваха.
На расстоянии до 1 км расположены сёла Ляшовка, Лихово, Дереговка, Белоусовка и Цацковка.
Северная часть села раньше была селом Каравановка.
Рядом проходит автомобильная дорога М-18 (E 108).

## История
- Вторая половина XVII в. — дата основания.

## Экономика
- «Станичное», сельскохозяйственное ООО.

## Объекты социальной сферы
- Школа.
- Станичненская амбулатория семейной медицины.
- Дом культуры.

## Достопримечательности
- Братская могила советских воинов. Похоронено 44 воина.

## Религия
- Иоанно-Предтеченский храм.